# Zygodontomys
Zygodontomys es un género de roedores miomorfos de la familia Cricetidae conocidos vulgarmente como ratones de las cañas o pichunas. Se encuentran en América del Sur y Central, además de Trinidad y Tobago y otras pequeñas islas cercanas al continente.

## Especies
Se reconocen las siguientes especies:
- Zygodontomys brevicauda
- Zygodontomys brunneus